# Dyspetes
Dyspetes (лат. , от др.-греч. δυσπετής «суровый») — род наездников из семейства Ichneumonidae (подсемейство Tryphoninae). Распространены широко. Известно около 15 видов, большинство в Палеарктике. В России известно 2 вида — Dyspetes arrogator и Dyspetes orientalis.

## Описание
Наездники средних размеров, длина тела в среднем около 10 мм. Личинки — паразиты пилильщиков.

## Список видов
В составе рода:
- Dyspetes arrogator Heinrich, 1949
- Dyspetes orientalis Kasparyan, 1976
- Dyspetes praerogator Thomson, 1883
- Dyspetes townesi  Gupta, 1983